# Murdoch Stuart
Murdoch Stuart, duque de Albany (1362 – Stirling, 24 de maio de 1425) foi um nobre escocês, filho de Roberto Stuart, duque de Albany e neto do rei Roberto II da Escócia, que fundou a dinastia Stuart. Em 1389 foi juiz do norte do Forth. Em 1402 foi capturado na batalha de Humbleton Hill, e passaria doze anos no cativeiro, na Inglaterra. Depois que seu pai morreu em 1420, e enquanto o futuro rei Jaime I da Escócia estava preso na Inglaterra, Stuart atuou como Governador da Escócia, até 1424, quando Jaime foi finalmente resgatado e retornou à Escócia. Contudo, em 1425, logo após a coroação de Jaime, Albany foi preso, considerado culpado de traição e executado, junto com dois de seus filhos. Seu único herdeiro sobrevivente foi Jaime, o Gordo, que fugiu para Antrim, Irlanda, onde morreu em 1429. A esposa de Albany, Isabel de Lennox, sobreviveu à destruição da sua família, e viveria para ver o assassinato de Jaime I, e da restauração de seu título e propriedades.

## Juventude

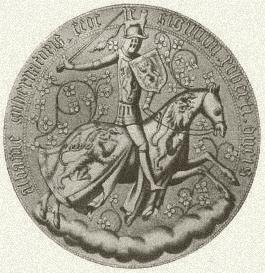
Selo do pai de Murdoch, Roberto Stuart, duque de Albany

Stuart nasceu em 1362, o único filho de Roberto Stuart, duque de Albany (1340-1420) e de sua esposa Margarida Graham, condessa de Menteith. O duque Robert foi um nobre escocês, que foi Regente da Escócia em várias fases durante os reinados de três reis, (Roberto II, Roberto III e Jaime I). Além disso, Robert detinha os títulos de Conde de Menteith (28 de fevereiro de 1361), Conde de Fife (1361; renunciou em 1372), Conde de Buchan (1394; renunciou em 1406) e Conde de Atholl. Além de deter considerável poder e riqueza, os Albany Stuarts eram herdeiros potenciais ao trono; o avô de Murdoch foi o rei Roberto II da Escócia, que fundou a dinastia Stuart.
Murdoch Stuart foi criado em uma família numerosa, com sete irmãs:
- Janete Stuart (casou com Sir David de Moubray)
- Maria Stuart (casou com Sir William Abernathy, 6.º de Saltoun)
- Margarida Stuart (casou com Sir João de Swinton)
- João Stuart (casou com Sir Roberto Stuart, Lorde de Lorn)
- Beatriz Stuart (casou com Sir Jaime Douglas, 7.º Conde de Douglas)
- Isabel Stuart (casou com Alexander Leslie, 7.º Conde de Ross e mais tarde com Gualtério de Haliburton, 1.º Lorde Haliburton de Dirleton)
- Dama Margarida Stuart (casou com Sir Duncan Campbell, 1.º Lorde Campbell)

Sua mãe Margarida morreu em 1380, e seu pai, o duque Robert, casou pela segunda vez, com Muriela de Keith, com quem teve quatro filhos, o mais velho dos quais foi João Stuart, conde de Buchan (1381-1424).
Em 1389, aproximadamente aos vinte e sete anos de idade, Murdoch foi nomeado juiz do norte do Forth. Pai e filho agora trabalhariam em conjunto para expandir o interesse da família, promovendo confrontos violentos com outros membros da nobreza, como com Donald McDonald, 2.º Senhor das Ilhas.

## Guerra e captura
Stuart serviu nas ações militares escocesas contra os ingleses no início do século XV e foi capturado na Batalha de Homildon Hill, ocorrida em 14 de setembro de 1402, em Nortúmbria, Inglaterra. Liderados por Arquibaldo Douglas, 4.º Conde de Douglas, o exército escocês invadiu a Inglaterra em uma expedição de pilhagem, em parte para vingar a morte e captura de nobres escoceses na Batalha de Nesbit Moor em 22 de junho de 1402. Ao retornar para a Escócia, foram interceptados pelas forças inglesas lideradas por Henry Percy, 1.º Conde da Nortúmbria. O resultado foi uma derrota decisiva do exército escocês. William Shakespeare escreveu mais tarde, na peça Henrique IV, Parte 1:

Dez mil homens escoceses, vinte e dois cavaleiros,
Viu Sir Gualtério no próprio sangue tintos,
Pelos plainos de Holmedon; prisioneiros fez Hotspur
Mordake, o herdeiro do vencido Douglas, Duque de Fife,
E os Duques de Angus, Murray, de Athol e de Menteith.
Em verdade, um despojo muito honroso, não vos parece,
Hem, primo, um belo prêmio?
---Shakespeare, Henrique IV, parte 1, ato 1, cena 1.

Murdoch Stuart (acima descrito como "Mordake, Duque de Fife") seria um prisioneiro na Inglaterra pelos próximos doze anos.

## Política

Brasão dos Albany Stuarts

O cativeiro de Murdoch Stuart na Inglaterra não impediu seu pai de perseguir implacavelmente o interesse da família, muitas vezes através de meios violentos. Em 1402, o sobrinho do duque de Albany, Davi Stuart, Duque de Rothesay, morreu no Palácio de Falkland, quando estava sob a proteção de seu tio. O rei Roberto III da Escócia, temeroso de que seu filho caçula, o príncipe Jaime, herdeiro do trono da Escócia, sofresse o mesmo destino, enviou-lhe para fora do reino, a fim de escapar das garras de Albany. Em 1406, Jaime embarcou no Maryenknyght, um navio de Danzig, que estava pronto para partir para a França, mas em 22 de março de 1406, o navio foi tomado por piratas ingleses ao largo do cabo Flamborough e Jaime foi entregue, como prisioneiro, ao rei Henrique IV da Inglaterra. Pouco depois, em 4 de abril de 1406, o rei Roberto III morreu, deixando a Escócia sem um rei. O príncipe Jaime, agora, o herdeiro do trono da Escócia, sofreria dezoito anos de prisão na Inglaterra. Na sua ausência, os Albany Stuarts tomaram as rédeas do poder, e o pai de Murdoch, Roberto Stuart, duque de Albany, tornou-se Governador da Escócia, o rei com outra designação.
Neste momento, Murdoch Stuart ainda estava preso na Inglaterra, mas em 1416 foi trocado por Henry Percy, 2º Conde de Northumberland, e retornou para a Escócia. Os Albany Stuarts tomaram as terras de Jaime sob seu controle, desprovendo o rei de renda e de qualquer das regalias de sua posição. Jaime era citado nos registros oficiais como meramente "o filho do falecido rei".

### Governador da Escócia e Duque de Albany
Em 1420, com a morte de seu pai, Murdoch, agora aos 58 anos de idade, finalmente herdou o Ducado de Albany. Herdou também o Condado de Fife e o Condado de Menteith, e por último, tornou-se Governador da Escócia. Manteve esta posição de 1420 a 1424, quando o rei Jaime I ainda era mantido em cativeiro na Inglaterra. Poucas tentativas sérias parecem ter sido feitas pelo duque de Albany para que Jaime retornasse à Escócia, mas finalmente, a pressão política obrigou Murdoch a concordar com um conselho geral.

### Resgate e retorno de Jaime I

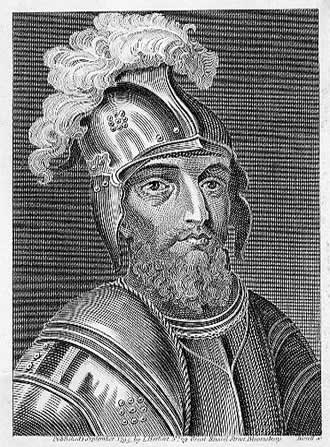
O meio-irmão de Murdoch, João Stuart, Conde de Buchan, vencedor da batalha de Baugé

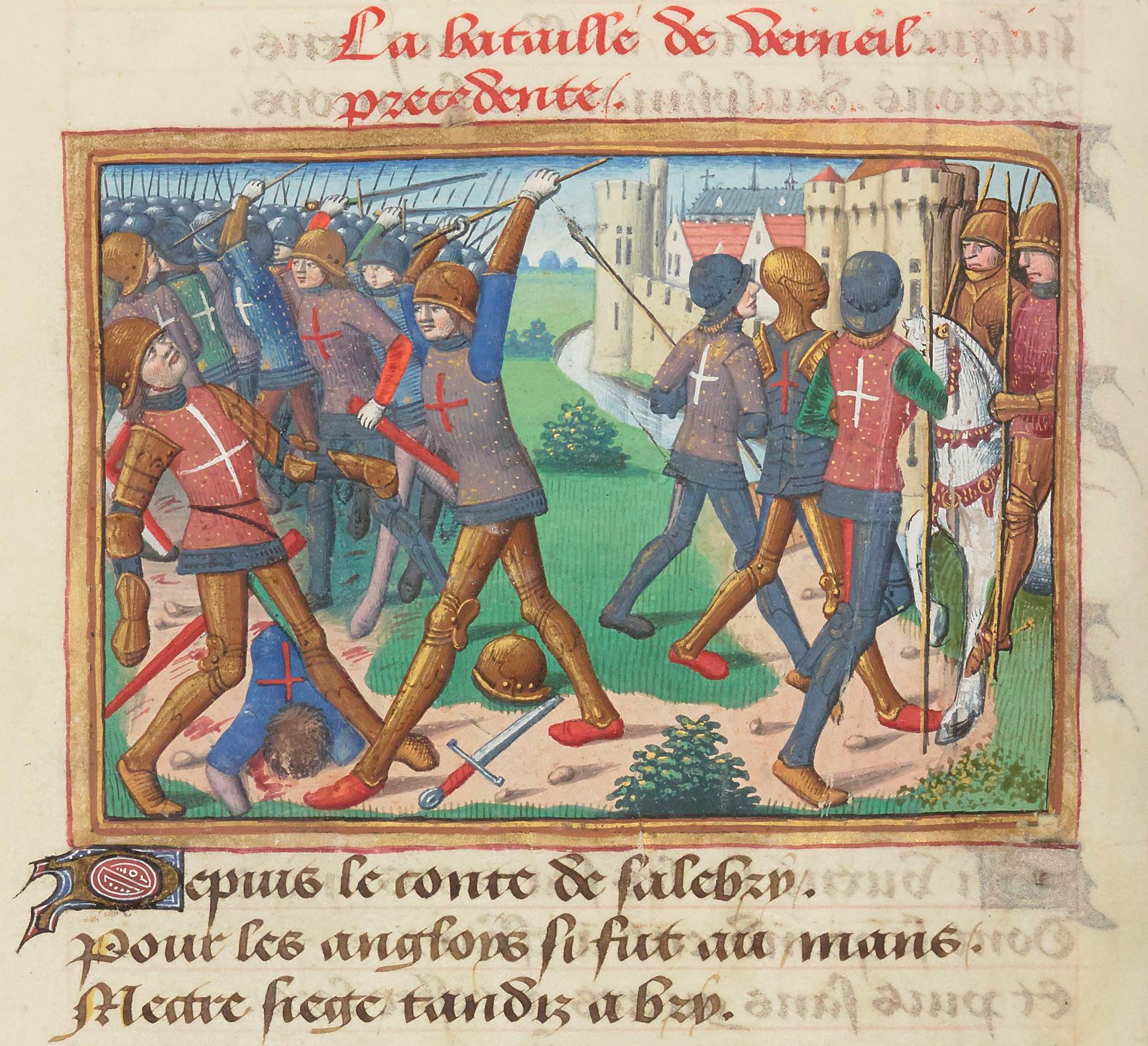
A batalha de Verneuil, onde o irmão de Albany, João Stuart, Conde de Buchan foi morto e seu exército destruído

Em agosto de 1423, foi acordado que uma embaixada deveria ser enviada à Inglaterra para negociar a libertação de Jaime. Um tratado de resgate de 60 000 marcos foi acordado em Durham, em 28 de marco de 1424, no qual Jaime anexou o seu próprio selo. Jaime e sua rainha acompanhados por uma escolta de nobres ingleses e escoceses seguiram para a abadia de Melrose, chegando em 5 de abril, onde se encontraram com Albany para receberem o selo do governador no cargo. Após o retorno de Jaime I à Escócia, Albany perdeu sua posição como regente.
Jaime já começou a consolidar sua posição. Sua coroação aconteceu em Scone, em 21 de maio de 1424. Na sua coroação, o rei provavelmente, com a intenção de garantir uma comunidade politicamente coesa, leal à coroa, deu o título de cavaleiro a dezoito nobres proeminentes, incluindo o filho de Albany, Alexander Stuart.
Nesta fase, é provável que o rei se sentisse incapaz de ir contra os Albany Stuarts , porque o irmão de Murdoch, João Stuart, Conde de Buchan, e Archibald Douglas, 4.º Conde de Douglas estavam lutando contra os ingleses na França ao lado de seus aliados delfinistas franceses. Buchan era um soldado com reputação internacional, e comandou o grande exército escocês de cerca de 6 000 homens, uma força formidável. Além disso, era Condestável da França, tornando-o o comandante efetivo de todo o exército francês. No entanto, tanto ele quanto Douglas foram mortos na batalha de Verneuil, em agosto de 1424, e o exército escocês foi derrotado. A perda desses aliados de Albany, juntamente com a sua força de combate, deixou Murdoch politicamente vulnerável. Jaime iria virar-se rapidamente contra seus parentes Albany Stuarts logo em seguida.

### Prisão

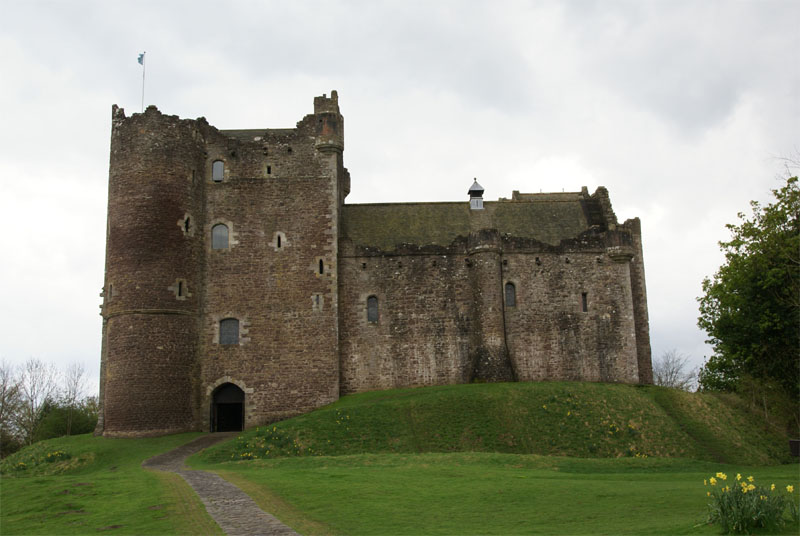
O castelo de Doune, onde a esposa de Albany, Isabel, foi presa

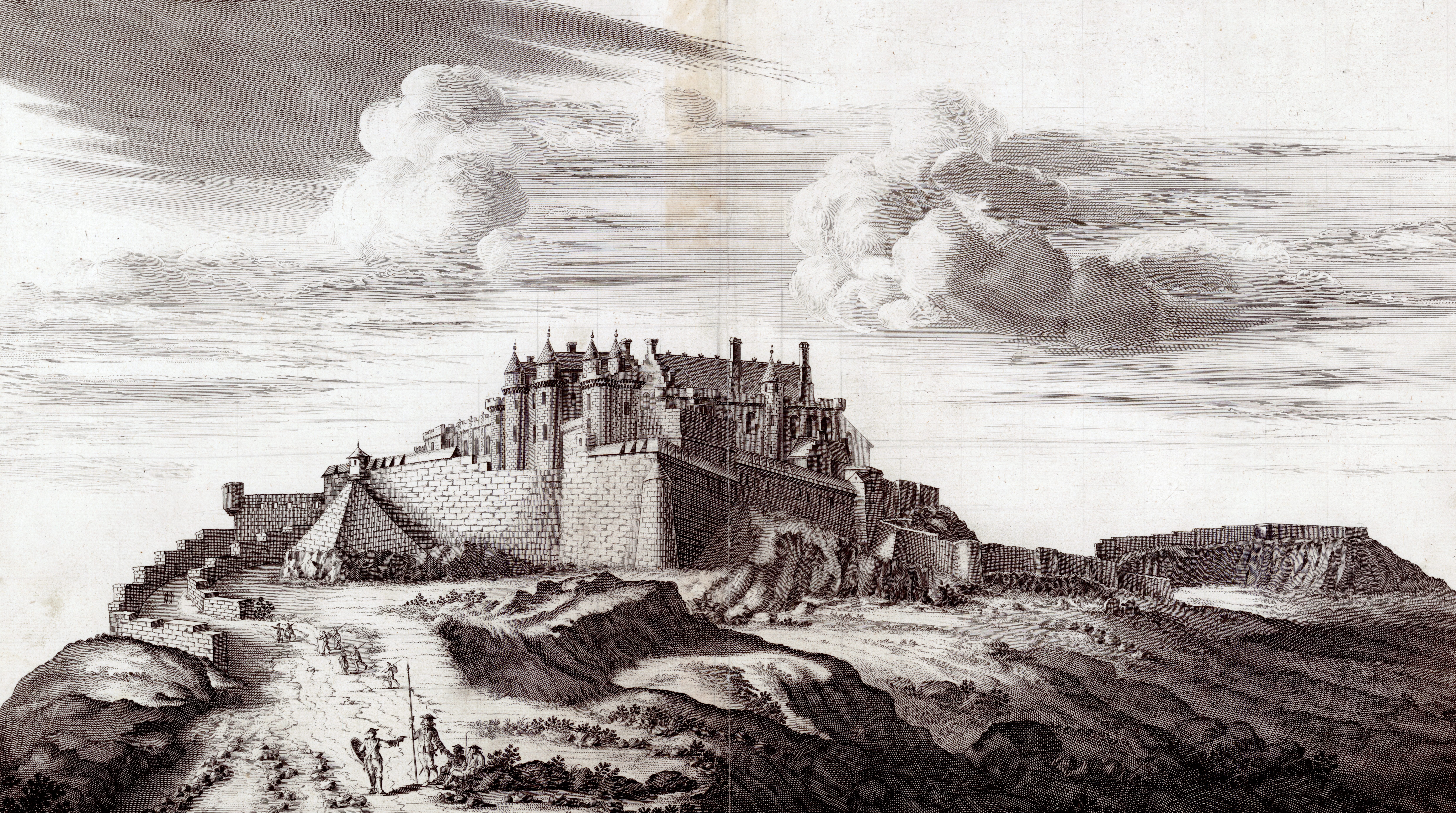
O castelo de Stirling, onde os Albany Stuarts foram executados

Murdoch foi preso, junto com seu filho mais novo, Lord Alexander Stuart. Albany foi inicialmente confinado no castelo em St. Andrews e depois transferido para o Castelo Caerlaverock. Sua esposa Isabela foi capturada no castelo fortificado da família em Doune, sua residência favorita, e conduzida para o Castelo Tantallon.
O irmão mais velho de Jaime, Davi Stuart, Duque de Rothesay, morrera jovem, no Palácio de Falkland, sob os cuidados do pai de Murdoch, Roberto Stuart, duque de Albany. Embora Albany tenha sido exonerado pelo Parlamento, a suspeita de crime permaneceu. Além disso, nem o duque Roberto nem seu filho Murdoch se esforçaram em negociar a libertação de Jaime enquanto estavam em cativeiro inglês. Isso pode ter deixado Jaime com a suspeita de que os Albany Stuarts tinham projetos pessoais ao trono da Escócia.
Naquele momento, o outro filho de Albany, Walter, já estava na prisão. Jaime, o filho mais novo de Murdoch (também conhecido como Jaime, o Gordo), escapou da prisão e fugiu para Lennox, onde começou a organizar uma revolta, liderando homens de Lennox e Argyll em uma rebelião aberta contra a Coroa. Ele atacou e incendiou o burgh de Dumbarton com muita perda de vidas. Esse recurso à violência do filho mais novo de Albany pode levar o rei a acusar de traição os Albany Stuarts, no entanto, é provável que houvesse outras evidências (já não existentes) de que ele ganhou o apoio dos principais magnatas.

## Julgamento e execução

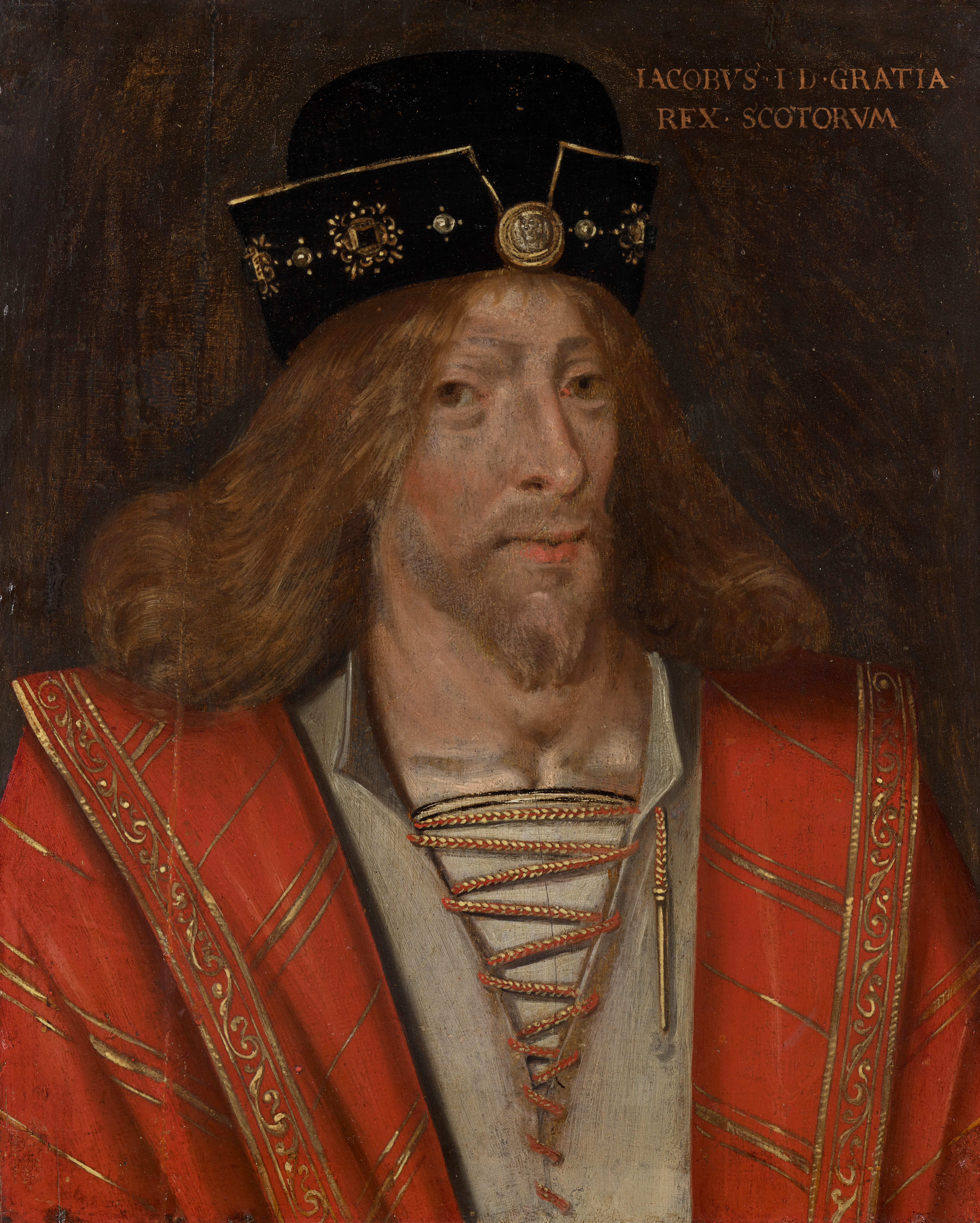
O rei Jaime I, inimigo mortal dos Albany Stuarts

O duque Murdoch, seus filhos Gualtério e Alexandre e Duncan, conde de Lennox, estavam em castelo de Stirling para seus julgamentos em 18 de maio de 1424, por um parlamento convocado especialmente na presença do rei. Sete condes e quatorze nobres menores após ouvirem as evidências de que os presos estavam ligados à rebelião em Lennox, em um julgamento apressado durando apenas um dia, consideraram os quatro homens culpados de traição.
O júri que os condenou era formado por vinte e um cavaleiros e pares, incluindo o primo de Albany, Gualtério Stuart, conde de Atholl, Archibald Douglas, 5.º conde de Douglas, Alexander, conde de Ross e Lorde das Ilhas, e Alexander Stuart, conde de Mar.
Gualtério foi condenado, em 24 de maio. Albany e seu filho Alexander, foram julgados perante o mesmo júri no dia seguinte. Todos os presos foram decapitados publicamente em Heading Hill "na frente do" castelo de Stirling. Albany foi privado de seus bens e todos os seus títulos de nobreza foram confiscados. Foi sepultado na igreja de Blackfriars, em Stirling.
Com a destruição da sua família mais próxima, os Albany Stuarts, Jaime I garantiu as rendas substanciais dos três condados da família: o de Fife, de Menteith e de Lennox. Um golpe do qual os Albany Stuarts nunca mais se recuperaram.

## Casamento e filhos
Murdoch foi casado com Isabel, filha de Donnchadh, conde de Lennox. Tiveram quatro filhos e uma filha:
- Roberto Stuart (morto em 1421)
- Gualtério Stuart (executado em 1425)
- Alasdair Stuart (executado em 1425)
- Jaime, o Gordo (Seamas Mòr) Stuart, fugiu para a Irlanda e morreu em 1429.[21]
- Isabel, que se casou com Sir Gualtério Buchanan, 13º Laird Buchanan

## Legado

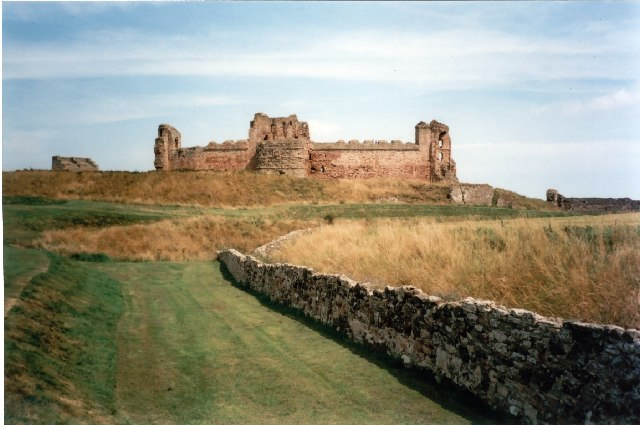
O castelo Tantallon, onde a esposa de Albany, Isabel de Lennox, esteve presa por oito anos pelo rei Jaime I

O único herdeiro sobrevivente masculino de Albany foi seu filho mais novo, Jaime, o Gordo que, após sua fracassada rebelião, fugiu para a Irlanda na sequência da execução de seu pai e irmãos. Jaime permaneceu na Irlanda, incapaz de retornar, e aí morreu em 1429. Nunca foi capaz de herdar os títulos do pai, pois tinham sido confiscados. O neto de Albany, Jaime ", o Pequeno" Stuart, (ca. 1410-1470) acabaria por garantir o perdão do rei e voltar para a Escócia, embora a família não iria recuperar seus bens confiscados. Jaime, o Pequeno o ancestral dos Stuarts de Ardvorlich, em Lochearnside, cuja história familiar é contada por sir Walter Scott em A Lenda de Montrose.
A esposa de Albany, Isabel de Lennox, sobreviveu ao assassinato judicial de sua família, embora fosse obrigada a passar oito anos como refém real no castelo Tantallon. Em 1437, após a morte de Jaime I, ela finalmente recuperou suas terras e título. Nos próximos anos, embora obrigada a governar sua província de Loch Lomond, emitiu um grande número de escrituras, era muito popular na província, e foi tolerada pelo sucessor de Jaime, o rei Jaime II da Escócia.